# Ioan Talpeș
Ioan Talpeș (n. 24 august 1944, Topleț, România) este un general și om politic român, fost comunist, care a îndeplinit funcția de director al Serviciului de Informații Externe în perioada 1992-1997.

## Biografie
Ioan Talpeș s-a născut la data de 24 august 1944, în comuna Topleț (județul Caraș-Severin). După absolvirea studiilor secundare la Liceul "Traian Lalescu" din Orșova, a fost admis la Institutul de Marină din Constanța, ale cărui cursuri le-a abandonat la scurt timp. A fost încorporat în armată, apoi în anul 1965 a dat examen la Facultatea de Istorie de la Cluj, unde a fost admis după un concurs greu (fiind 32 candidați pe un loc). Primii trei ani i-a urmat în Cluj, iar în anul al patrulea s-a transferat la București. Din anul 1968 a fost membru al PCR. A absolvit în anul 1970 cursurile Facultății de Istorie din cadrul Universității București. În anul 1980, a obținut titlul științific de doctor în istorie cu teza "Diplomație și apărare", în același an absolvind și Școala de ofițeri activi "Nicolae Bălcescu" din Sibiu.
După absolvirea facultății, a activat între anii 1970-1985 la Centrul de Studii și Cercetări de Istorie și Teorie Militară din București, institut aflat în subordinea Consiliului Politic Superior al Armatei, departament al Ministerului Apărării Naționale, ca locotenent, stagiar (1970), cercetător științific (1973), cercetător științific principal gradul III (1978) și cercetător științific principal gradul II (1980). Ca istoric militar, a desfășurat o vastă activitate de cercetare și publicare pe problematici ale istoriei militare a poporului român și a istoriei militare universale sau de politică externă a României, în special în perioada contemporană. Este autor a numeroase articole, studii și cărți publicate în România și în străinătate.
La 15 aprilie 1985 a fost transferat la Editura Militară, unde a îndeplinit funcțiile de șef de redacție (înlocuindu-l pe prietenul său, maiorul Mihail E. Ionescu), redactor-șef (în locul colonelului Floriean Tucă; 30 ianuarie 1988 - 12 aprilie 1990) și apoi pe cea de director (în locul colonelului Constantin Zamfir; 12 aprilie - 1 iulie 1990). În fișa sa de cadre de la Ministerul Apărării Naționale, care a fost întocmită în anul 1987, Talpeș era caracterizat astfel: „S-a integrat în specificul și dinamica muncii editoriale, acționând pentru încorporarea în cărțile de istorie cu tematică militară a ideilor, tezelor și conceptelor din documentele de partid și opera secretarului general al partidului nostru. (Nicolae Ceaușescu - n.n.)" . În decembrie 1989 avea gradul de locotenent-colonel.
Timp de doi ani, în perioada 1 iulie 1990  - 9 aprilie 1992, a fost consilier prezidențial, cu rang de prim-adjunct al ministrului, în cadrul Departamentului de analiză politică al Președinției României, la Direcția pentru probleme militare și ordine publică.
La 8 aprilie 1992, prin decret prezidențial, i se acordă gradul de general-maior. În perioada 9 aprilie 1992 – 31 iulie 1997, Ioan Talpeș a îndeplinit funcția de director al Servicului de Informații Externe (SIE), cu rang de ministru, înlocuindu-l în această funcție pe generalul Mihai Caraman. A avut misiunea de a realiza reforma democratică a serviciilor de informații din România și de a asigura legăturile cu serviciile de informații din țările membre NATO. A fost înaintat la gradul de general-locotenent (cu 2 stele) la 28 noiembrie 1994. Talpeș a demisionat din această funcție la 25 iulie 1997 , fiind trecut în rezervă cu gradul de general de corp de armată (cu 3 stele) începând cu data de 1 octombrie 1997.
Între 12 noiembrie 1997  - 9 decembrie 1998 a fost ambasador al României în Bulgaria, de unde a plecat prin demisie . Președintele Bulgariei i-a conferit Ordinul Stara Planina gradul I cu diamante, cea mai înaltă distincție a statului vecin, acordată pentru prima dată unui ambasador străin.
În perioada ianuarie 1999 - decembrie 2000 este consilier personal al președintelui PDSR, Ion Iliescu. După ce acesta a devenit președintele României, Talpeș a fost numit în funcția de Consilier Prezidențial, Șef al Departamentului Securității Naționale, Șef al Administrației Prezidențiale (21 decembrie 2000  - 10 martie 2004 ).
La data de 10 martie 2004, Ioan Talpeș a fost numit în funcția de Ministru de Stat pentru Coordonarea Activităților din Domeniile Apărării Naționale, Integrării Europene și Justiției , îndeplinind această demnitate până la 28 decembrie 2004. În septembrie 2004 devine membru al Partidului Social Democrat.
În noiembrie 2004, a fost ales ca senator PSD de Caraș-Severin. A părăsit PSD în aprilie 2005. În calitate de senator, a fost membru al Comisiei pentru apărare, ordine publică și siguranță națională (până în februarie 2007), fiind și președinte al acestei comisii până în iunie 2005, apoi membru al Comisiei pentru egalitatea de șanse din Senatul României (din februarie 2007). În cadrul activității sale parlamentare, Ioan Talpeș a fost membru în grupurile parlamentare de prietenie cu Republica Lituania și Republica Arabă Egipt.
În iulie 2006, Ioan Talpeș a demarat procedura de înființare a unui nou partid politic Uniunea Populară Social Creștină (UPSC).
În octombrie 2006, la Palatul Parlamentului a avut loc Congresul de constituire a UPSC în prezența a peste 1.500 de delegați din întreaga Românie. Din ianuarie 2007 până în octombrie 2008 este președinte al Uniunii Populare Social Creștine, înregistrată prin hotărâre definitivă în Registrul Partidelor Politice din România.
Ioan Talpeș candidează pentru Senatul României, pe listele PD-L, în Colegiul 7 din București.
Este căsătorit și are un fiu (Ioan Codru). Soția sa, absolventă a Facultății de Filologie, a lucrat ca bibliograf, întâi la Biblioteca Academiei Române, iar apoi la Biblioteca Ministerului Apărării Naționale. Vorbește limbile germană și engleză.

## Decorații
La 28 noiembrie 2002, generalul de corp de armată (r) Ioan Talpeș a fost decorat cu Ordinul "Virtutea Militară" în grad de Mare Ofițer (cu însemne pentru militari).

## Lucrări publicate
Ioan Talpeș a publicat peste 60 de articole și studii în reviste de specialitate și a fost autor și coautor al unor importante lucrări și monografii, din care menționăm:
- Diplomație și apărare (1933-1939) - coordonate ale politicii externe românești (Ed. Științifică și Enciclopedică, București, 1988)(la origine, teza de doctorat)
- Istoria militară a poporului român - coautor (Ed. Militară, 6 vol.)
- România în anii primului război mondial - coautor (Ed. Militară, 2 vol.)
- România în anii celui de-al doilea război mondial - coautor (Ed. Militară, 3 vol.)
- În umbra marelui Hidalgo (Editura Vivaldi, 2009)[13][14]